# Alpy Cusiane
Alpy Cusiane (wł. Alpi Cusiane) – masyw górski w Alpach Zachodnich. Leży w północnych Włoszech w regionach Piemont i Dolina Aosty w niewielkiej części). Jest częścią Alp Pennińskich. Jest jednym z dwóch masywów (obok Alp Biellesi) grupy Alpy Biellesi i Cusiane. Najwyższym szczytem masywu jest Mottarone, który osiąga wysokość 1491 m. 